# Hypoestes strobilifera
Hypoestes strobilifera är en akantusväxtart som beskrevs av Spencer Le Marchant Moore. Hypoestes strobilifera ingår i släktet Hypoestes och familjen akantusväxter. Utöver nominatformen finns också underarten H. s. tisserantii.